# Clauzadeana
Clauzadeana — рід грибів родини Lecanoraceae. Назва вперше опублікована 1984 року.

## Класифікація
До роду Clauzadeana відносять 2 види:
- Clauzadeana instratula
- Clauzadeana macula